# 欧阳予倩故居
欧阳予倩故居是一座四合院，位于北京市东城区交道口街道张自忠路5号（中段路北），北邻府学胡同，东邻张自忠路3号清陆军部和海军部旧址，西邻张自忠路7号和敬公主府。已列为东城区文物保护单位。

## 历史
张自忠路5号原为子和医院。自1949年11月起，为中央戏剧学院首任院长欧阳予倩（1889-1962）住所。

## 建筑
张自忠路5号院内为中西合璧式建筑。

## 保护
1986年1月21日，欧阳予倩故居公布为第二批东城区文物保护单位。